# August Vilalta Carnassa
August Vilalta Carnassa fou un polític cabasserol que desenvolupà la seva activitat durant la Segona República espanyola.
Fou nomenat president de la comissió gestora encarregada de gestionar l'Ajuntament a partir del 25 de maig de 1933, en aplicació de l'article 29 de la Llei electoral vigent llavors. Més tard fou elegit conseller municipal de l'Ajuntament de Cabassers a les eleccions municipals catalanes de 1934, el 14 de gener d'aquell any, per la candidatura d'Esquerra Catalana Republicana.
Vilalta fou vocal del comitè revolucionari que proclamà l'Estat Català a Cabassers la matinada del 7 d'octubre de 1934, cosa que li comportà una condemna de sis mesos de presó en un consell de guerra celebrat el 30 de desembre de 1934. Estigué en presó preventiva fins el consell de guerra, des de com a mínim el 24 d'octubre de 1934, al vapor Manuel Arnús, al port de Tarragona.
Consta que el 1936 fou secretari del Comitè Antifeixista de Cabassers, encapçalat per l'alcalde Vicent Porqueres Argany.